# Paksy Jób

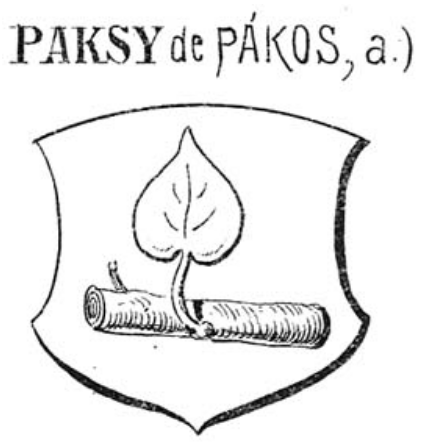
Paksy Jób egri várvédő címere 1568-ból

Pakosi Paksy Jób (fl. 1549-1588), Tokaj királyi várának kapitánya, földbirtokos, huszártiszt volt. 1552-ben védte az egri várat az ostrom alatt.

## Élete
Az ősrégi Rátót nemzetségből származó pákosi Paksy család sarja. Édesapja pákosi Paksy Pál (fl. 1486–1520), földbirtokos, édesanyja beregszói Hagymássy Jusztina (fl. 1520) volt. Apai nagyszülei pákosi Paksy Lajos (fl. 1479-1489), diósgyőri várnagy, földbirtokos és parlagi Parlaghy Lúcia (fl. 1495–1521) voltak; Paksy Lajosné Parlaghy Lúcia szülei Parlaghy György (fl. 1452–1485), királyi ajtónállómester, Borsod vármegye főispánja, diósgyőri várnagy, valamint Vizaknai Miklós lánya, Borbála (fl. 1475–1496) voltak. Paksy Jóbnak az anyai nagyszülei ifjabb beregszói Hagymássy Miklós (fl. 1491–1519), erdélyi alvajda, földbirtokos és tótselymesi Tárczay Lúcia (fl. 1552) voltak; az anyai nagyanyai dédanya idősebb Hagymássy Miklósné Bajnai Both Katalin (fl. 1492–1512), akinek a szülei bajnai Both András (fl. 1479–1511), horvát–szlavón bán, földbirtokos és Dóczy Margit (fl. 1492) voltak. Paksy Jóbné Hagymássy Jusztinának a felmenője Hagymássy Lászlóné felsőlendvai Széchy Margit (fl. 1430–1440), akinek a szülei felsőlendvai Széchy János (fl. 1383–1425) mester, földbirtokos és a stájerországi ősrégi főnemesi Stubenberg családnak a sarja, Stubenberg Borbála asszony voltak. Stubenberg Borbála szülei X. Wülfing von Stubenberg (fl. 1374–1397), nagybirtokos és Dorotthea von Walsee (fl. 1374–1389) voltak. Paksy Pálné Parlaghy Lúcia leánytestvére, enyingi Török Imre valkói főispánné parlagi Parlaghy Krisztina volt, enyingi Török Bálint édesanyja. Az apai nagyapai dédszülei Paksy Szemere (fl. 1417–1461), Tolna vármegye alispánja, földbirtokos és Derecskey Krisztina (fl. 1445–1475) voltak. Az apja oldalán nagynénje pákosi Paksy Judit (fl. 1521), akinek a férje Zichy Benedek (fl. 1482–1512), földbirtokos; gyermekük Zichy Rafael (fl. 1531–1584), Zala vármegye alispánja, földbirtokos.
1549-ben a Szabolcs megyei Angyalháza, Csege, Geszteréd, Halászi és Nádudvar falvakban 38 portája, két puszta jobbágytelke, és négy újonnan létesült jobbágytelke volt. 1552-ben oltalmazta Eger várát Dobó Istvánnal együtt, mint Báthory Bonaventura András lovasainak a hadnagya. Egy kitörést követő vereség után fogságba jutott katonai nagyobb részét Ahmed pasa meggyilkoltatta, és Paksy Jóbot egynéhány zászlókkal Konstantinápolyba küldte, ahonnan Zay Ferencnek és Verancsics Antalnak közreműködése révén, akik I. Ferdinánd magyar király nevében kérték kiadatását, szabadulhatott haza 1553-ban. Paksy Jób birtokos volt Bihar vármegyében, Sámsonban, és mellette Tamásiban tizenkilenc portát bírt, de utóbbi falu már ma puszta. 1557-ben Paksy Jób szerepelt egy birtokadományban jószágvesztés miatt. 1559-ben birtokadomány ügyében is szerepel Zemplén vármegyében.
Paksy Jób 1561. július 9-én I. Ferdinándtól a Csongrád vármegyei Halas falut, az ottani száraz révet kérték és elnyerték adományba. Viszont helyette a kincstári javakat képező Kiskunhalas városát foglalták el, és mint hatalmas család ebben magukat megvédelmezve a földesúri jogaikat 1691-ig gyakorolták. A később sorsáról tudjuk, hogy 1561-ben hűtlenné lett, 1588-ban viszont már Tokaj királyi várának kapitányaként szolgált.
Gárdonyi Géza Egri csillagok című művében szerepelt, mint az egyik fontosabb személy az ostrom alatt.

## Házasságai és leszármazottjai

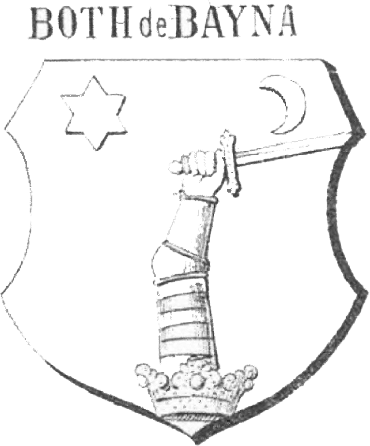
A bajnai Both családnak a címere

Első felesége homonnai Drugeth Margit úrnő, homonnai Drugeth Gábor (fl. 1535–†1551), földbirtokos és Borbála Warkoch von Nopsitz leánya volt. Tőle született:
- Paksy Mihály (fl. 1583).

Paksy Jób másodszor házasodott meg; a nemesi bajnai Both családnak a sarját, bajnai Both Margit kisasszonyt vette el, akinek a szülei bajnai Both György (fl. 1508–†1552), Zala vármegyei földbirtokos és háshágyi Háshágyi Borbála (fl. 1561) voltak. Bajnai Both Margit apai nagyszülei bajnai Both Ferenc (fl. 1452-†1520), szlavóniai adószedő, hadvezér, földbirtokos és németújvári Batthyány Ágnes (fl. 1508–1526) voltak. Anyai nagyszülei háshágyi Háshágyi Dénes (fl. 1483–1536), a kanizsai vár várnagya, Zala vármegyei birtokos, aki 1527-ben Zala vármegye országgyűlési követe, és kányaföldi Kerecheny Katalin (fl. 1538–1545) voltak. Apai nagyapai dédszülei bajnai Both János (fl. 1481–1493), Dalmát Horvát és Tótország bánja 1493-ban, Illíria kormányzója, hadvezér, földbirtokos és eszéni és polyánkai Csapy Apolónia (fl. 1492–1500) voltak. Apai nagyanyai dédszülei németújvári Batthyány Boldizsár (fl. 1452-†1520), Magyarország alországbírája, földbirtokos és Grebeni Hermanfi László alnádornak a lánya, Ilona (fl. 1480–1505) voltak. A második házasságából született:
- Paksy Miklós (fl. 1608), Szabolcs vármegye alispánja, földbirtokos. Neje: nagylúcsei Dóczy Anna.
- Paksy Pál, földbirtokos. Neje: nagylúcsei Dóczy Erzsébet.
- Paksy Katalin (fl. 1599). Férje: osztopáni Perneszy János (fl. 1577–†1606), Zala vármegye alispánja, országgyűlési követ, kanizsai lovaskapitány, zalalövői véghely főkapitánya, földbirtokos.